# Leonid Vjačeslavovič Kuravlëv
Leonid Vjačeslavovič Kuravlëv (in russo Леонид Вячеславович Куравлёв?; Mosca, 8 ottobre 1936 – Mosca, 30 gennaio 2022) è stato un attore sovietico e russo.

## Filmografia parziale
- Così vive un uomo (Живёт такой парень), regia di Vasilij Makarovič Šukšin (1964)
- Vaš syn i brat (Ваш сын и брат), regia di Vasilij Makarovič Šukšin (1965)
- Vij, regia di  Georgij Kropačëv e Konstantin Eršov (1967)
- Ivan Vasil'evič menjaet professiju, regia di Leonid Gajdaj (1973)
- Afonja, regia di Georgij Danelija (1975)
- La fuga del signor Makkinli (1975)
- Il barbiere di Siberia, regia di Nikita Sergeevič Michalkov (1998)